# علم قوس قزح (راية)

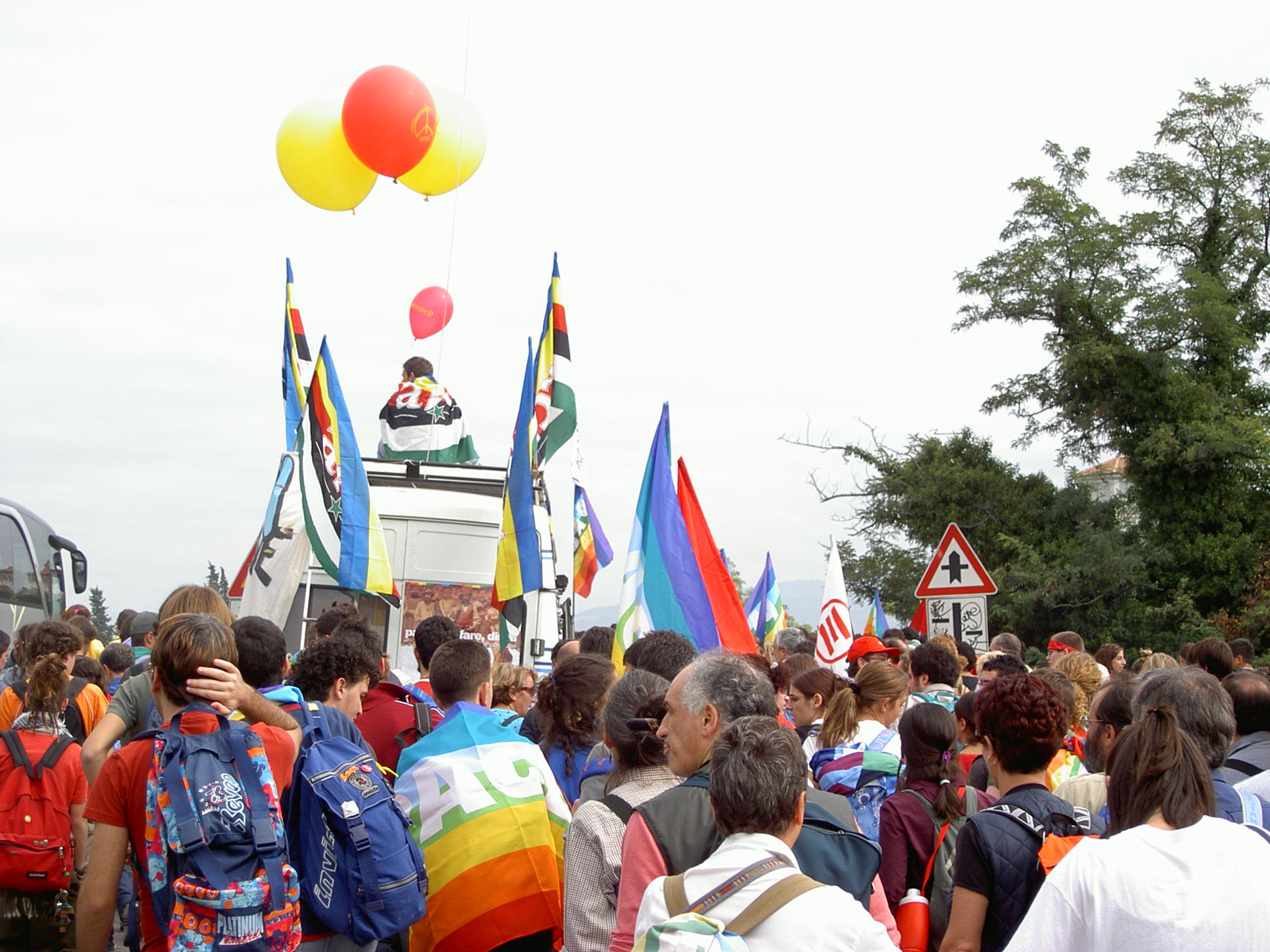
مسيرة سلام في إيطاليا تحمل أعلام قوس قزح للسلام.

علم قوس قزح (بالإنجليزية: Rainbow flag)‏ هو علم متعدد الألوان يضم ألوان قوس قزح. ورغم اختلاف ألوانه أحياناً إلا أن الألوان الثابتة فيه هي الأحمر البرتقالي الأصفر الأخضر الأزرق النيلي والبنفسجي. وأحيانا يضاف إليه السماوي.
استخدم علم قوس قزح يعود لثقافات مختلفة حيث اتخذ شعارا يشمل التنوع والشمولية للأمل والتطلع.
هناك العديد من الأعلام التي ترتبط بشكل مباشر بعلم قوس قزح في يومنا هذا، ومن أشهرها علم فخر الإل جي بي تي المستخدم من قبل المثليات والمثليون وثنائيو الميول الجنسي والمتحولون جنسياً حيث تستخدم في مسيرات فخر المثليين (بالإنجليزية: Gay pride)‏ أو علم السلام والذي تتعدد أشكاله ومن بينها علم قوس قزح للسلام الذي استخدم للمرة الأولى في مظاهرة سلام بإيطاليا عام 1961. أو الذي يستخدمه التحالف الدولي التعاوني (بالإنجليزية: International Co-operative Alliance)‏ كما يستخدمه أيضا الأمريكيون الأصليون (الأنديزيون) في أمريكا اللاتينية تعبيرا عن تراث حضارة الإنكا ويعرف باسم وبهالا (بالإنجليزية: Wiphala)‏.

## معرض صور أعلام قوس قزح

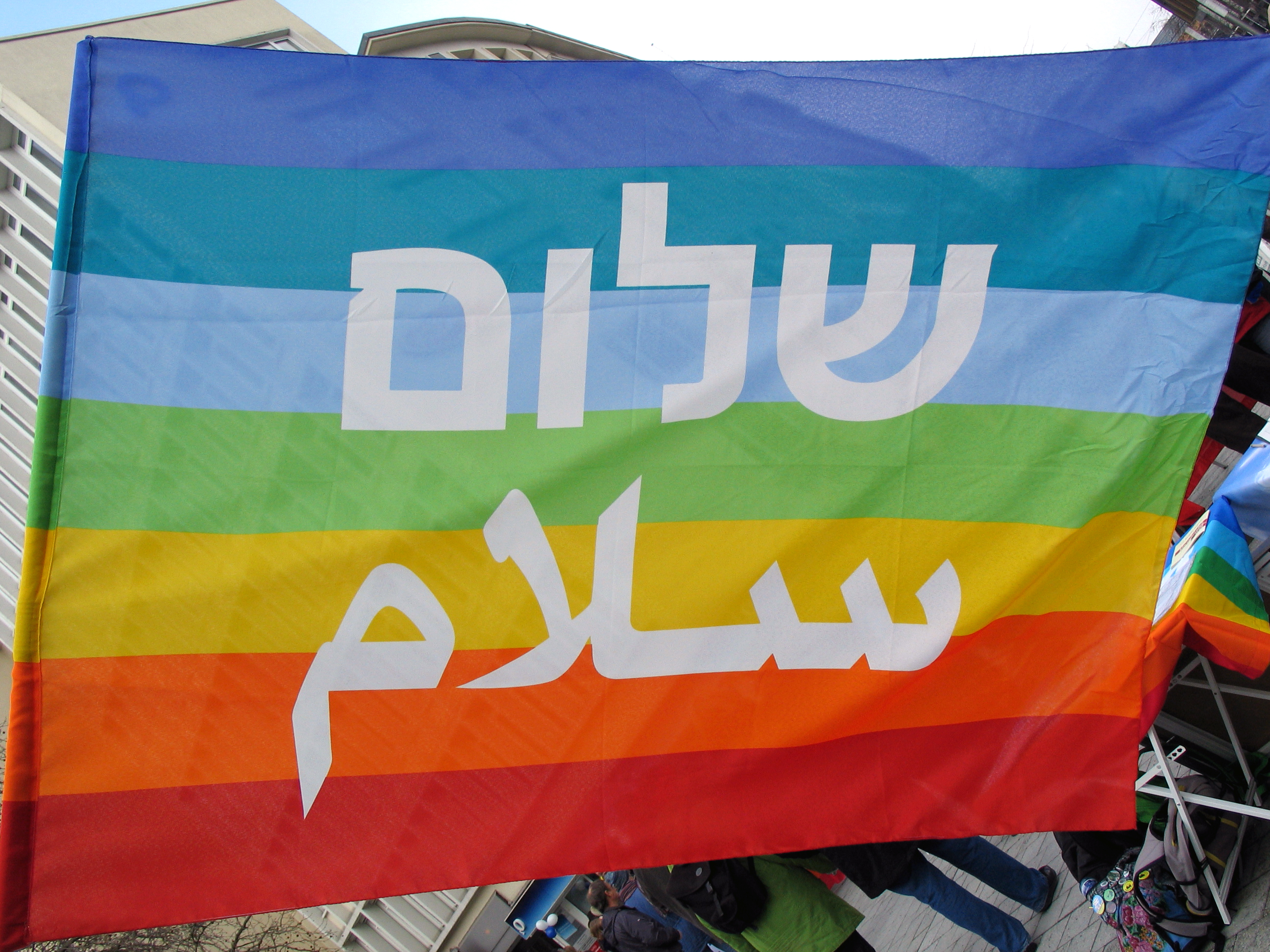
علم قوس قزح كتبت عليه كلمة "سلام" باللغتين العربية والعبرية (علم السلام)
علم قوس قزخ الخاص بمنظمة التحالف الدولي التعاوني
علم محافظة كوزكو، البيرو
علم الإل جي بي تي
علم الأوبلاست اليهودية الذاتية
علم لينجو فرنسا نوفا
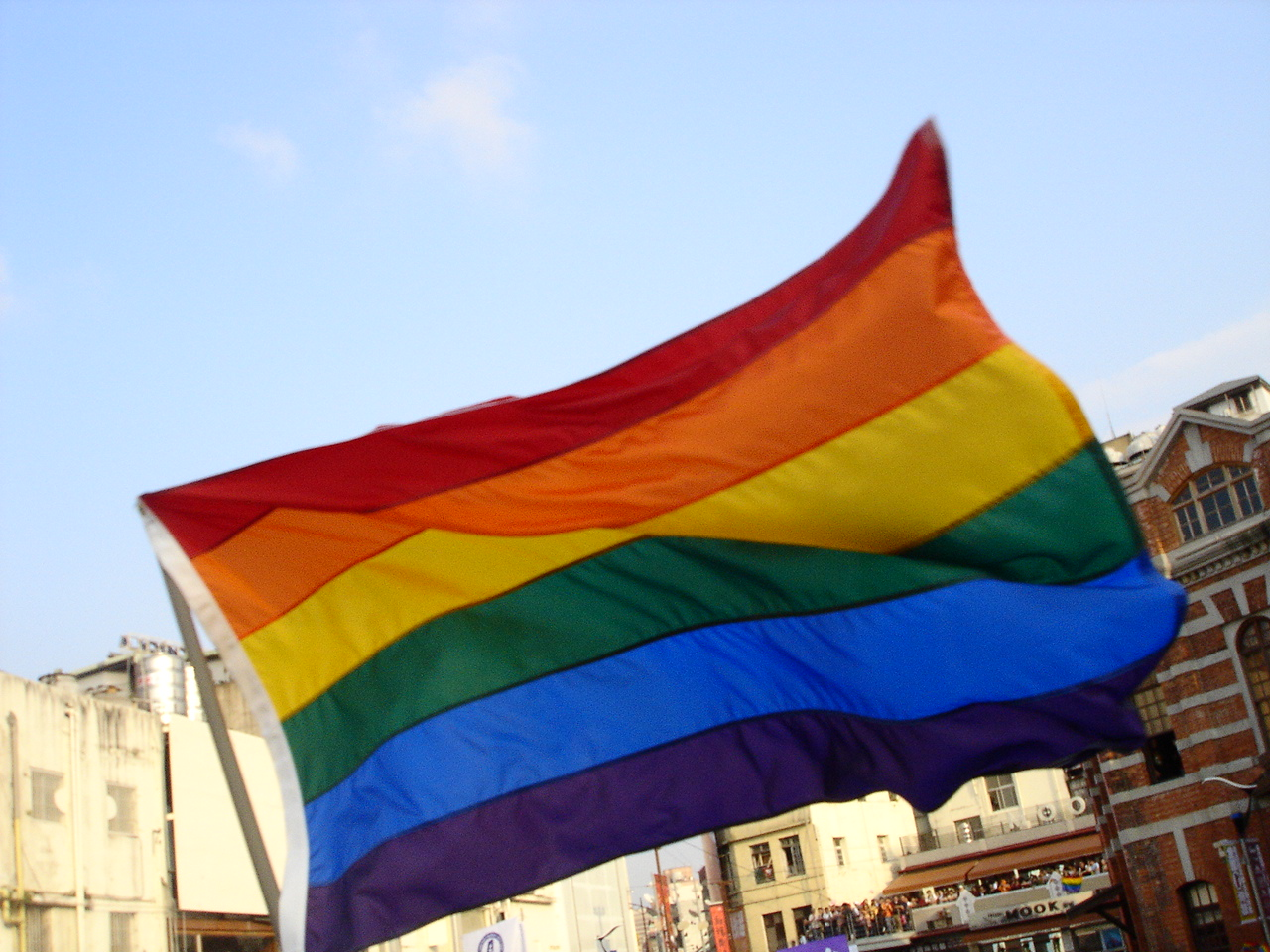
علم الإل جي بي تي
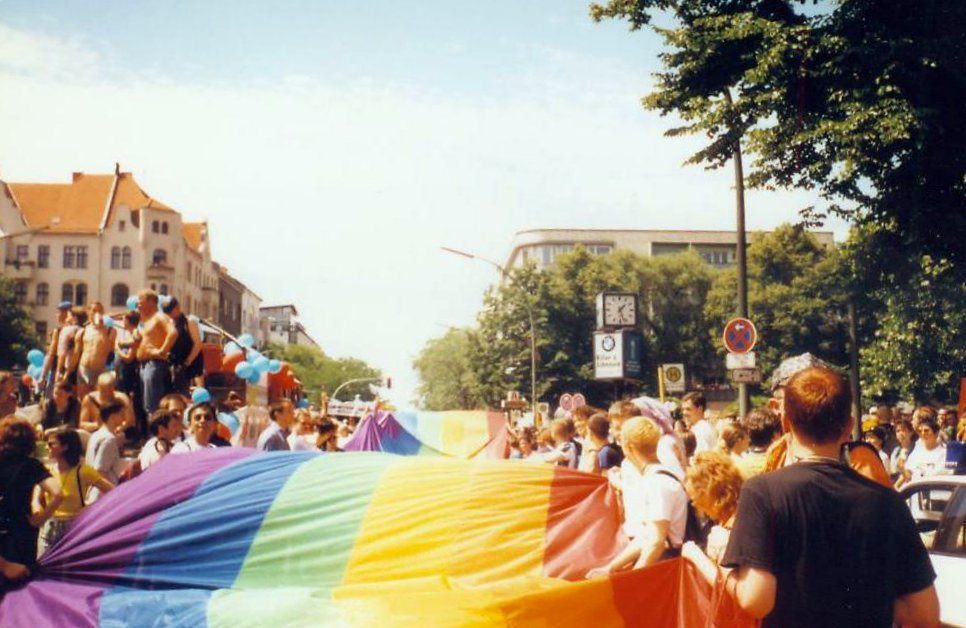
علم الإل جي بي تي مرفوع في يوم شارع كريستوفر في برلين عام 1997
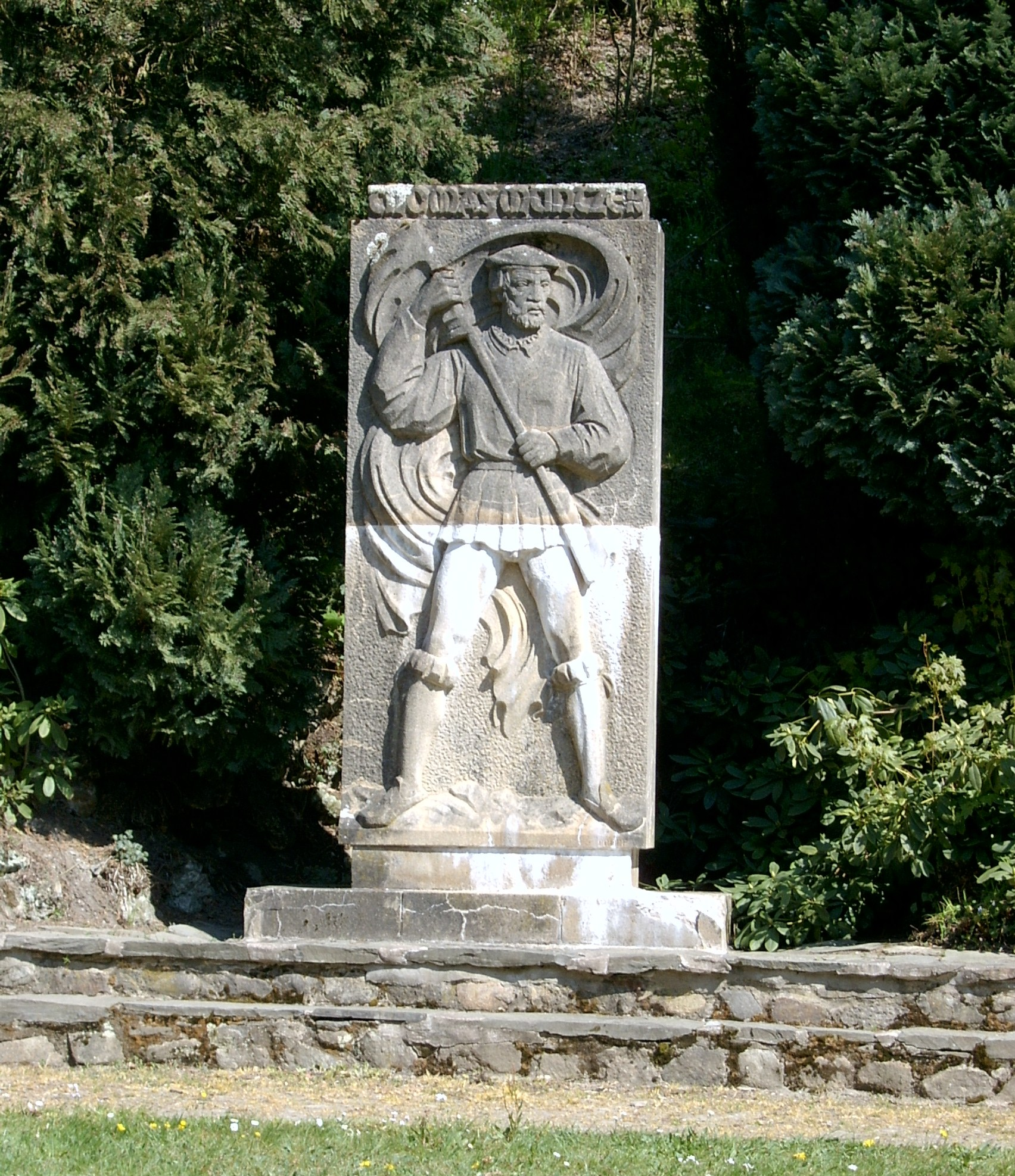
تمثال لتوماس مونتسر يظهر فيه وهو يلوح بعلم قوس قزح في شتولبرغ، ألمانيا
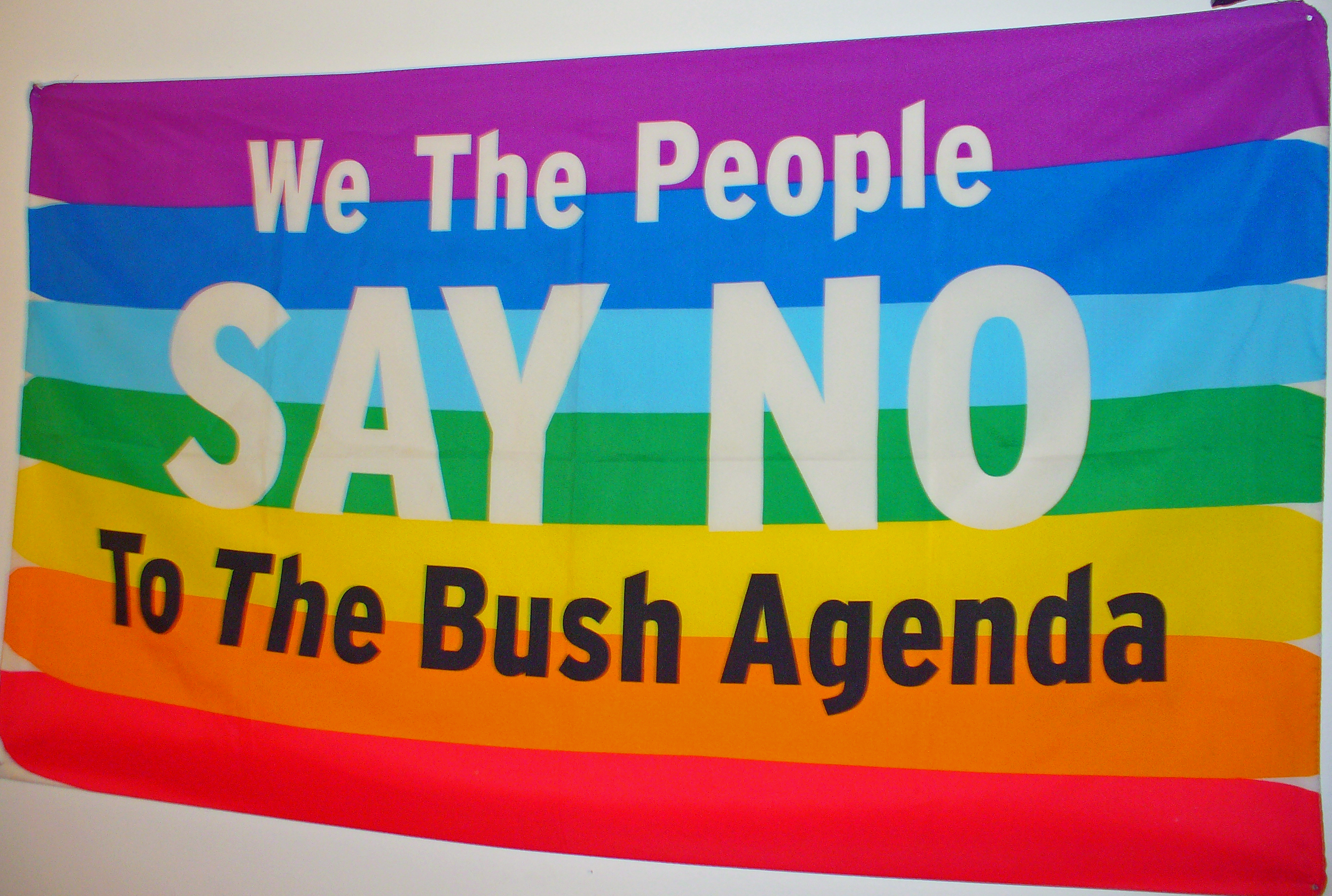
علم قوس قزح بشعار "نحن الناس نقول لا لأجندة بوش" استخدم في الاحتجاج بالولايات المتحدة ضد سياسة بوش بعد أحداث 11 سبتمبر